# Bertil Hansson (direktör)
För läraren och politikern med samma namn, se Bertil Hansson (1918–2013)
Bertil Ingvar Hansson, född 5 september 1932 i Helsingborgs Maria församling i dåvarande Malmöhus län, död 14 december 2021, var en svensk direktör.
Bertil Hansson var son till kapten Ragnar Hansson och Berta, ogift Andersson. Han avlade reservofficersexamen 1953 och diplomerades från Handelshögskolan i Stockholm (DHS) 1956. Samma år fick han anställning hos Nils Linghags revisionsbyrå och gick över till SAS 1958. 1966 började han på AB Nynäs Petroleum, där han blev ekonomidirektör 1968, vice verkställande direktör 1973 och var verkställande direktör 1977–1982. Han var därefter vice VD vid Nordstjernan AB 1983–1988 och VD för Nordstjernan Förvaltning AB 1989–1992. Han var även styrelseledamot i Nordstjernan AB och i Beijer Capital AB.
Hansson var från 1956 till sin död gift med civilekonom Siv Wrenninge-Hansson (född 1930), syster till Sapa-direktören Bo Wrenninge, faster till Magnus Wrenninge samt dotter till köpmannen Helge Johansson och Elna Johansson.